# 폰지 사기 목록
폰지 사기의 목록은 다음과 같다.
- 어원이 된 찰스 폰지의 사기
- 조희팔 사기 사건
- 버나드 메이도프의 메이도프 사건
- 1997년 알바니아 폭동의 배경이 된 폰지 사기
- 머지플러스

## 같이 보기
- 금융
- 일확천금 수법
- 고수익 투자 프로그램
- 투자
- 복권 (도박)
- 다단계 마케팅
- 피라미드 사기
- 주식시장